# Thomas Lohrman
Thomas Lohrman, född 1644, död 16 mars 1722, var en svensk borgmästare, riksdagsledamot och politiker.

## Biografi
Thomas Lohrman föddes 1644. Han blev 1676 justitieborgmästare i Uppsala stad och var riksdagsman för borgarståndet vid riksdagen 1682, riksdagen 1689, riksdagen 1697 och riksdagen 1719. Lohrman avled 1722.

### Familj
Lohrman gifte sig första gången 1671 med Margareta Agrivillia och andra gången med Margareta Scheffer. Scheffter var dotter till professorn Johannes Schefferus vid Uppsala universitet.